# Kršete
Kršete (wł. Carsette) – wieś w Chorwacji, w żupanii istryjskiej, w mieście Buje. W 2011 roku liczyła 127 mieszkańców.